# Станчев, Сирко
Сирко Петров Станчев (болг. Сирко Петров Станчев; 6 февраля 1892, Ловеч — 1 февраля 1945, София) — болгарский военный и политик, адъютант царя Бориса III. Участник Балканских и Первой мировой войн. Депутат парламента в 1938—1944. Правый националист, антикоммунист, сторонник Александра Цанкова. Участник депутатской акции в защиту болгарских евреев. Казнён по приговору Народного суда после прихода к власти БКП. Реабилитирован после смены режима в 1996 году.

## На войне и при дворе
В 1912 году окончил Военное училище в Софии. В звании капитана пехотного полка участвовал в Балканских войнах и Первой мировой войне. Награждён орденом «За храбрость».
После войны Сирко Станчев был назначен адъютантом царя Бориса III. Окончил Академию Генерального штаба, служил в Генштабе болгарской армии. В марте 1928 демобилизовался по собственному желанию в звании подполковника.

## Политик и депутат
Сирко Станчев окончил Свободный университет Софии по курсу торговли и дипломатии. Занимался коммерцией и общественной деятельностью правого направления. Политически ориентировался на Народное социальное движение (НСД) Александра Цанкова. Печатался в газете Слово. По некоторым данным, имел отношение к созданию охранной службы НСД.
После переворота 19 мая 1934 Станчев был интернирован правительством Кимона Георгиева. Поскольку Борис III занимал менее консервативные позиции, нежели группа «Звено», власти с подозрением относились к царским приближённым. В период интернирования Станчев находился в городе Дарыдере. У него установились дружественные отношения с местными жителями, и в 1938 он был избран в парламент от местного округа.
Сирко Станчев оставался на правых антикоммунистических позициях, поддерживал курс Бориса III и отчасти Цанкова. В 1943 он подписал инициированное Димитром Пешевым обращение депутатов против депортации болгарских евреев в Третий рейх.

## Казнь
После вступления в Болгарию советских войск и прихода к власти БКП Сирко Станчев был арестован и приговорён к смертной казни чрезвычайным трибуналом (т. н. «Народным судом»). Расстрелян 1 февраля 1945 года.

## Память
Реабилитирован Верховным судом Республики Болгария в 1996 году. Именем Сирко Станчева названы улица в Златограде (бывший Дарыдере) и Ловече. В 2013 году — 70-я годовщина спасения болгарских евреев — партия ВМРО — Болгарское национальное движение, администрация и депутаты Златограда призвали присвоить Сирко Станчеву звание почётного гражданина города.

## Потомки
- Минчев Никола — председатель народного собрания Болгарии с 2021 года.